# Danh sách nữ nguyên thủ quốc gia

Bản đồ các nước có nữ nguyên thủ quốc gia từ lúc đất nước đó độc lập đến bây giờ (Toàn quyền như nguyên thủ quốc gia, nhưng không bao gồm các nước có chế độ quân chủ):
Phụ nữ đứng đầu chính phủ
Phụ nữ đứng đầu nhà nước
Phụ nữ vừa đứng đầu nhà nước vừa đứng đầu chính phủ
Phụ nữ đứng đầu nhà nước và phụ nữ đứng đầu chính phủ
Ba cựu quốc gia có chủ quyền (Đông Đức, Tannu Tuva, và Nam Tư) cũng đã từng có một nữ đứng đầu nhà nước hoặc đứng đầu Chính phủ.

Đây là danh sách những người phụ nữ đã được bầu hoặc bổ nhiệm làm người đứng đầu nhà nước của các quốc gia của họ kể từ giữa thế kỷ 20. Danh sách này không bao gồm các Nữ hoàng, cũng không bao gồm phụ nữ đứng đầu chính phủ nhưng không đồng thời là người đứng đầu nhà nước, chẳng hạn như Thủ tướng.
Ở phía dưới danh sách là danh sách liệt kê riêng những Toàn quyền nữ của các quốc gia và các đại diện của Hoàng thân Pháp tại Andorra. Là những Toàn quyền được bổ nhiệm làm đại diện cho vua của Vương quốc Khối thịnh vượng chung (hiện nay là Elizabeth II) và các đại diện của Hoàng thân Pháp tại Andorra được bổ nhiệm làm đại diện cho Hoàng thân Pháp của Andorra (hiện nay là François Hollande), họ làm việc như người đứng đầu nhà nước và thực hiện một cách thường xuyên các chức năng và nhiệm vụ gắn liền với vai trò đó trong Khối thịnh vượng chung (không bao gồm Vương quốc Anh, không có Toàn quyền, vì vua của Khối thịnh vượng chung chủ yếu cư trú ở đó) và Andorra cũng giống như vậy.
Cho đến nay, đất nước có nhiều nữ nguyên thủ quốc gia nhất là San Marino (17 người, trong đó có ba người đã phục vụ hai lần).

## Danh sách nữ nguyên thủ quốc gia
- In nghiêng: Quyền hoặc đứng đầu nhà nước, chính phủ đó de facto (với sự giới hạn là không có sự công nhận quốc tế) hoặc chức vụ đó không còn tồn tại.

| Tên                            | Hình                                                   | Quốc gia           | Chức vụ                                          | Bắt đầu nhiệm kỳ     | Kết thúc nhiệm kỳ    | Thời gian        |
| ------------------------------ | ------------------------------------------------------ | ------------------ | ------------------------------------------------ | -------------------- | -------------------- | ---------------- |
| Khertek Anchimaa-Toka          |                                                        | Tannu Tuva         | Chủ tịch Đoàn chủ tịch Tiểu Khural               | 6 tháng 4 năm 1940   | 11 tháng 10 năm 1944 | 4 năm, 188 ngày  |
| Sükhbaataryn Yanjmaa           |                                                        | Mông Cổ            | Quyền Chủ tịch Đoàn chủ tịch Đại Khural Quốc gia | 7 tháng 9 năm 1953   | 7 tháng 7 năm 1954   | 303 ngày         |
| Tống Khánh Linh                |                                                        | Trung Quốc         | Quyền Chủ tịch                                   | 31 tháng 10 năm 1968 | 24 tháng 4 năm 1972  | 3 năm, 176 ngày  |
| Isabel Martínez de Perón       |                                                        | Argentina          | Tổng thống                                       | 1 tháng 7 năm 1974   | 24 tháng 3 năm 1976  | 1 năm, 267 ngày  |
| Lidia Gueiler Tejada           |                                                        | Bolivia            | Quyền Tổng thống                                 | 16 tháng 11 năm 1979 | 17 tháng 7 năm 1980  | 244 ngày         |
| Vigdís Finnbogadóttir          |                                                        | Iceland            | Tổng thống                                       | 1 tháng 8 năm 1980   | 1 tháng 8 năm 1996   | 16 năm, 0 ngày   |
| Maria Lea Pedini-Angelini      |                                                        | San Marino         | Đại thủ lĩnh                                     | 1 tháng 4 năm 1981   | 1 tháng 10 năm 1981  | 183 ngày         |
| Tống Khánh Linh                |                                                        | Trung Quốc         | Chủ tịch Danh dự                                 | 16 tháng 5 năm 1981  | 28 tháng 5 năm 1981  | 12 ngày          |
| Agatha Barbara                 |                                                        | Malta              | Tổng thống                                       | 15 tháng 2 năm 1982  | 15 tháng 2 năm 1987  | 5 năm, 0 ngày    |
| Gloriana Ranocchini            |                                                        | San Marino         | Đại thủ lĩnh                                     | 1 tháng 4 năm 1984   | 1 tháng 1 năm 1984   | 183 ngày         |
| Carmen Pereira                 |                                                        | Guinea-Bissau      | Quyền Tổng thống Guinea-Bissau                   | 14 tháng 5 năm 1984  | 16 tháng 5 năm 1984  | 2 ngày           |
| Elisabeth Kopp                 |                                                        | Thụy Sĩ            | Thành viên Hội đồng Liên bang                    | 21 tháng 10 năm 1984 | 12 tháng 1 năm 1989  | 4 năm, 83 ngày   |
| Corazon Aquino                 |                                                        | Philippines        | Tổng thống                                       | 25 tháng 2 năm 1986  | 30 tháng 6 năm 1992  | 6 năm, 126 ngày  |
| Gloriana Ranocchini            |                                                        | San Marino         | Đại thủ lĩnh                                     | 1 tháng 10 năm 1989  | 1 tháng 4 năm 1990   | 182 ngày         |
| Ertha Pascal-Trouillot         | không khung                                            | Haiti              | Quyền Tổng thống                                 | 13 tháng 3 năm 1990  | 7 tháng 2 năm 1991   | 331 ngày         |
| Sabine Bergmann-Pohl           |                                                        | Đông Đức           | Chủ tịch Phòng nhân dân                          | 5 tháng 4 năm 1990   | 2 tháng 10 năm 1990  | 180 ngày         |
| Violeta Chamorro               |                                                        | Nicaragua          | Tổng thống                                       | 25 tháng 4 năm 1990  | 10 tháng 1 năm 1997  | 6 năm, 260 ngày  |
| Mary Robinson                  |                                                        | Ireland            | Tổng thống                                       | 3 tháng 12 năm 1990  | 12 tháng 9 năm 1997  | 6 năm, 283 ngày  |
| Edda Ceccoli                   |                                                        | San Marino         | Đại thủ lĩnh                                     | 1 tháng 10 năm 1991  | 1 tháng 4 năm 1992   | 183 ngày         |
| Ruth Dreifuss                  |                                                        | Thụy Sĩ            | Thành viên Hội đồng Liên bang                    | 1 tháng 4 năm 1993   | 31 tháng 12 năm 2002 | 9 năm, 296 ngày  |
| Patrizia Busignani             |                                                        | San Marino         | Đại thủ lĩnh                                     | 1 tháng 4 năm 1993   | 1 tháng 10 năm 1993  | 183 ngày         |
| Sylvie Kinigi                  |                                                        | Burundi            | Quyền Tổng thống                                 | 27 tháng 10 năm 1993 | 5 tháng 2 năm 1994   | 101 ngày         |
| Chandrika Kumaratunga          |                                                        | Sri Lanka          | Tổng thống                                       | 12 tháng 11 năm 1994 | 19 tháng 11 năm 2005 | 11 năm, 7 ngày   |
| Ruth Perry                     |                                                        | Liberia            | Chủ tịch Hội đồng Nhà nước                       | 3 tháng 9 năm 1996   | 2 tháng 8 năm 1997   | 333 ngày         |
| Rosalía Arteaga Serrano        | không khung                                            | Ecuador            | Quyền Tổng thống                                 | 9 tháng 2 năm 1997   | 11 tháng 2 năm 1997  | 2 ngày           |
| Mary McAleese                  |                                                        | Ireland            | Tổng thống                                       | 11 tháng 11 năm 1997 | 10 tháng 11 năm 2011 | 13 năm, 364 ngày |
| Janet Jagan                    |                                                        | Guyana             | Tổng thống                                       | 19 tháng 12 năm 1997 | 11 tháng 8 năm 1999  | 1 năm, 235 ngày  |
| Ruth Metzler-Arnold            |                                                        | Thụy Sĩ            | Thành viên Hội đồng Liên bang                    | 1 tháng 1 năm 1999   | 31 tháng 12 năm 2003 | 4 năm, 364 ngày  |
| Rosa Zafferani                 |                                                        | San Marino         | Đại thủ lĩnh                                     | 1 tháng 4 năm 1999   | 1 tháng 10 năm 1999  | 183 ngày         |
| Vaira Vīķe-Freiberga           |                                                        | Latvia             | Tổng thống                                       | 8 tháng 7 năm 1999   | 8 tháng 7 năm 2007   | 8 năm, 0 ngày    |
| Mireya Moscoso                 |                                                        | Panama             | Tổng thống                                       | 1 tháng 9 năm 1999   | 1 tháng 9 năm 2004   | 5 năm, 0 ngày    |
| Tarja Halonen                  |                                                        | Phần Lan           | Tổng thống                                       | 1 tháng 3 năm 2000   | 1 tháng 3 năm 2012   | 12 năm, 0 ngày   |
| Maria Domenica Michelotti      |                                                        | San Marino         | Đại thủ lĩnh                                     | 1 tháng 4 năm 2000   | 1 tháng 10 năm 2000  | 183 ngày         |
| Gloria Macapagal-Arroyo        |                                                        | Philippines        | Tổng thống                                       | 20 tháng 1 năm 2001  | 30 tháng 6 năm 2010  | 9 năm, 161 ngày  |
| Megawati Sukarnoputri          |                                                        | Indonesia          | Tổng thống                                       | 23 tháng 7 năm 2001  | 20 tháng 10 năm 2004 | 3 năm, 89 ngày   |
| Micheline Calmy-Rey            |                                                        | Thụy Sĩ            | Thành viên Hội đồng Liên bang                    | 1 tháng 1 năm 2003   | 31 tháng 12 năm 2011 | 8 năm, 364 ngày  |
| Valeria Ciavatta               |                                                        | San Marino         | Đại thủ lĩnh                                     | 1 tháng 10 năm 2003  | 1 tháng 4 năm 2004   | 183 ngày         |
| Nino Burjanadze                |                                                        | Georgia            | Quyền Tổng thống                                 | 23 tháng 11 năm 2003 | 25 tháng 1 năm 2004  | 63 ngày          |
| Barbara Prammer                |                                                        | Áo                 | Đồng quyền Tổng thống                            | 6 tháng 7 năm 2004   | 8 tháng 7 năm 2004   | 2 ngày           |
| Fausta Morganti                |                                                        | San Marino         | Đại thủ lĩnh                                     | 1 tháng 4 năm 2005   | 1 tháng 10 năm 2005  | 183 ngày         |
| Ellen Johnson Sirleaf          |                                                        | Liberia            | Tổng thống                                       | 16 tháng 1 năm 2006  | 22 tháng 1 năm 2018  | 12 năm, 6 ngày   |
| Michelle Bachelet              |                                                        | Chile              | Tổng thống                                       | 11 tháng 3 năm 2006  | 11 tháng 3 năm 2010  | 4 năm, 0 ngày    |
| Doris Leuthard                 |                                                        | Thụy Sĩ            | Thành viên Hội đồng Liên bang                    | 1 tháng 8 năm 2006   | Đương nhiệm          | 18 năm, 234 ngày |
| Dalia Itzik                    | không khung                                            | Israel             | Quyền Tổng thống                                 | 25 tháng 1 năm 2007  | 15 tháng 7 năm 2007  | 171 ngày         |
| Pratibha Patil                 | không khung                                            | Ấn Độ              | Tổng thống                                       | 25 tháng 7 năm 2007  | 25 tháng 7 năm 2012  | 5 năm, 0 ngày    |
| Nino Burjanadze                | không khung                                            | Georgia            | Quyền Tổng thống                                 | 25 tháng 11 năm 2007 | 20 tháng 1 năm 2008  | 56 ngày          |
| Cristina Fernández de Kirchner |                                                        | Argentina          | Tổng thống                                       | 10 tháng 12 năm 2007 | 10 tháng 12 năm 2015 | 8 năm, 0 ngày    |
| Eveline Widmer-Schlumpf        |                                                        | Thụy Sĩ            | Thành viên Hội đồng Liên bang                    | 1 tháng 1 năm 2008   | 31 tháng 12 năm 2015 | 7 năm, 364 ngày  |
| Rosa Zafferani                 |                                                        | San Marino         | Đại thủ lĩnh                                     | 1 tháng 4 năm 2008   | 1 tháng 10 năm 2008  | 183 ngày         |
| Assunta Meloni                 |                                                        | San Marino         | Đại thủ lĩnh                                     | 1 tháng 10 năm 2008  | 1 tháng 4 năm 2009   | 182 ngày         |
| Rose Francine Rogombé          |                                                        | Gabon              | Quyền Tổng thống                                 | 10 tháng 6 năm 2009  | 16 tháng 10 năm 2009 | 128 ngày         |
| Dalia Grybauskaitė             | không khung                                            | Lithuania          | Tổng thống                                       | 12 tháng 7 năm 2009  | Đương nhiệm          | 15 năm, 254 ngày |
| Roza Otunbayeva                |                                                        | Kyrgyzstan         | Tổng thống                                       | 7 tháng 4 năm 2010   | 1 tháng 12 năm 2011  | 1 năm, 238 ngày  |
| Laura Chinchilla               |                                                        | Costa Rica         | Tổng thống                                       | 8 tháng 5 năm 2010   | 8 tháng 5 năm 2014   | 4 năm, 0 ngày    |
| Simonetta Sommaruga            |                                                        | Thụy Sĩ            | Thành viên Hội đồng Liên bang                    | 1 tháng 11 năm 2010  | Đương nhiệm          | 14 năm, 142 ngày |
| Dilma Rousseff                 |                                                        | Brazil             | Tổng thống                                       | 1 tháng 1 năm 2011   | 31 tháng 8 năm 2016  | 5 năm, 243 ngày  |
| Maria Luisa Berti              |                                                        | San Marino         | Đại thủ lĩnh                                     | 1 tháng 4 năm 2011   | 1 tháng 10 năm 2011  | 183 ngày         |
| Atifete Jahjaga                |                                                        | Kosovo             | Tổng thống                                       | 7 tháng 4 năm 2011   | 7 tháng 4 năm 2016   | 5 năm, 0 ngày    |
| Monique Ohsan Bellepeau        |                                                        | Mauritius          | Quyền Tổng thống                                 | 31 tháng 3 năm 2012  | 21 tháng 7 năm 2012  | 112 ngày         |
| Slavica Đukić Dejanović        |                                                        | Serbia             | Quyền Tổng thống                                 | 5 tháng 4 năm 2012   | 31 tháng 5 năm 2012  | 56 ngày          |
| Joyce Banda                    | không khung                                            | Malawi             | Tổng thống                                       | 7 tháng 4 năm 2012   | 31 tháng 5 năm 2014  | 2 năm, 54 ngày   |
| Denise Bronzetti               |                                                        | San Marino         | Đại thủ lĩnh                                     | 1 tháng 10 năm 2012  | 1 tháng 4 năm 2013   | 182 ngày         |
| Park Geun-hye                  |                                                        | Hàn Quốc           | Tổng thống                                       | 25 tháng 2 năm 2013  | 10 tháng 3 năm 2017  | 4 năm, 13 ngày   |
| Antonella Mularoni             |                                                        | San Marino         | Đại thủ lĩnh                                     | 1 tháng 4 năm 2013   | 1 tháng 10 năm 2013  | 183 ngày         |
| Anna Maria Muccioli            |                                                        | San Marino         | Đại thủ lĩnh                                     | 1 tháng 10 năm 2013  | 1 tháng 4 năm 2014   | 182 ngày         |
| Catherine Samba-Panza          |                                                        | Cộng hòa Trung Phi | Quyền Tổng thống                                 | 23 tháng 1 năm 2014  | 30 tháng 3 năm 2016  | 2 năm, 67 ngày   |
| Michelle Bachelet              | không khung                                            | Chile              | Tổng thống                                       | 11 tháng 3 năm 2014  | Đương nhiệm          | 11 năm, 12 ngày  |
| Valeria Ciavatta               |                                                        | San Marino         | Đại thủ lĩnh                                     | 1 tháng 4 năm 2014   | 1 tháng 10 năm 2014  | 183 ngày         |
| Marie Louise Coleiro Preca     | Tập tin:Malta President Marie Louise Coleiro Preca.jpg | Malta              | Tổng thống                                       | 4 tháng 4 năm 2014   | Đương nhiệm          | 10 năm, 353 ngày |
| Kolinda Grabar-Kitarović       | Tập tin:HEKolindaGrabarKitarovic.jpg                   | Croatia            | Tổng thống                                       | 19 tháng 2 năm 2015  | Đương nhiệm          | 10 năm, 32 ngày  |
| Monique Ohsan Bellepeau        |                                                        | Mauritius          | Quyền Tổng thống                                 | 29 tháng 5 năm 2015  | 5 tháng 6 năm 2015   | 7 ngày           |
| Ameenah Gurib                  | không khung                                            | Mauritius          | Tổng thống                                       | 5 tháng 6 năm 2015   | Đương nhiệm          | 9 năm, 291 ngày  |
| Lorella Stefanelli             |                                                        | San Marino         | Đại thủ lĩnh                                     | 1 tháng 10 năm 2015  | 1 tháng 4 năm 2016   | 183 ngày         |
| Bidhya Devi Bhandari           | không khung                                            | Nepal              | Tổng thống                                       | 29 tháng 10 năm 2015 | Đương nhiệm          | 9 năm, 145 ngày  |
| Hilda Heine                    |                                                        | Quần đảo Marshall  | Tổng thống                                       | 28 tháng 1 năm 2016  | Đương nhiệm          | 9 năm, 54 ngày   |
| Thái Anh Văn                   |                                                        | Trung Hoa Dân Quốc | Tổng thống                                       | 20 tháng 5 năm 2016  | Đương nhiệm          | 8 năm, 307 ngày  |
| Doris Bures                    |                                                        | Áo                 | Đồng quyền Tổng thống                            | 8 tháng 7 năm 2016   | 26 tháng 1 năm 2017  | 202 ngày         |
| Kersti Kaljulaid               |                                                        | Estonia            | Tổng thống                                       | 10 tháng 10 năm 2016 | Dương nhiệm          | 8 năm, 164 ngày  |
| Mimma Zavoli                   |                                                        | San Marino         | Đại thủ lĩnh                                     | 1 tháng 4 năm 2017   | Được bầu             | —                |
| Vanessa D'Ambrosio             |                                                        | San Marino         | Đại thủ lĩnh                                     | 1 tháng 4 năm 2017   | Được bầu             | —                |
| Đặng Thị Ngọc Thịnh            |                                                        | Việt Nam           | Quyền Chủ tịch nước                              | 21 tháng 09 năm 2018 | 23 tháng 10 năm 2018 | 32 ngày          |
| Dina Boluarte                  |                                                        | Peru               | Tổng thống                                       | 7 tháng 12 năm 2022  | Đương nhiệm          |                  |
| Võ Thị Ánh Xuân                |                                                        | Việt Nam           | Quyền Chủ tịch nước                              | 18 tháng 01 năm 2023 | 2 tháng 3 năm 2023   | 43 ngày          |
| Võ Thị Ánh Xuân                | 20 tháng 03 năm 2024                                   | Việt Nam           | Quyền Chủ tịch nước                              | Đương nhiệm          | 1 năm, 3 ngày        |                  |

## Danh sách đại diện nữ của nguyên thủ quốc gia
- In nghiêng: Quyền đại diện nữ của nguyên thủ quốc gia

| Tên                       | Hình        | Quốc gia                    | Chức vụ                                    | Bắt đầu nhiệm kỳ     | Kết thúc nhiệm kỳ    | Thời gian        |
| ------------------------- | ----------- | --------------------------- | ------------------------------------------ | -------------------- | -------------------- | ---------------- |
| Dame Elmira Minita Gordon |             | Belize                      | Toàn quyền                                 | 21 tháng 9 năm 1981  | 17 tháng 11 năm 1993 | 12 năm, 57 ngày  |
| Jeanne Sauvé              |             | Canada                      | Toàn quyền                                 | 14 tháng 5 năm 1984  | 29 tháng 1 năm 1990  | 5 năm, 260 ngày  |
| Dame Nita Barrow          |             | Barbados                    | Toàn quyền                                 | 6 tháng 6 năm 1990   | 19 tháng 12 năm 1995 | 5 năm, 196 ngày  |
| Dame Catherine Tizard     | không khung | New Zealand                 | Toàn quyền                                 | 13 tháng 12 năm 1990 | 21 tháng 3 năm 1996  | 5 năm, 99 ngày   |
| Dame Pearlette Louisy     |             | Saint Lucia                 | Toàn quyền                                 | 17 tháng 9 năm 1997  | Đương nhiệm          | 27 năm, 187 ngày |
| Adrienne Clarkson         | không khung | Canada                      | Toàn quyền                                 | 7 tháng 10 năm 1999  | 27 tháng 9 năm 2005  | 5 năm, 355 ngày  |
| Dame Sian Elias           | không khung | New Zealand                 | Quản trị viên chính phủ (Quyền Toàn quyền) | 22 tháng 3 năm 2001  | 4 tháng 4 năm 2001   | 13 ngày          |
| Dame Silvia Cartwright    | không khung | New Zealand                 | Toàn quyền                                 | 4 tháng 4 năm 2001   | 4 tháng 8 năm 2006   | 5 năm, 122 ngày  |
| Dame Ivy Dumont           |             | The Bahamas                 | Toàn quyền                                 | 11 tháng 11 năm 2001 | 30 tháng 11 năm 2005 | 4 năm, 19 ngày   |
| Monica Dacon              |             | Saint Vincent và Grenadines | Quyền Toàn quyền                           | 3 tháng 6 năm 2002   | 2 tháng 9 năm 2002   | 91 ngày          |
| Michaëlle Jean            |             | Canada                      | Toàn quyền                                 | 27 tháng 9 năm 2005  | 1 tháng 10 năm 2010  | 5 năm, 4 ngày    |
| Dame Sian Elias           | không khung | New Zealand                 | Quản trị viên chính phủ (Quyền Toàn quyền) | 4 tháng 8 năm 2006   | 23 tháng 8 năm 2006  | 19 ngày          |
| Emmanuelle Mignon         |             | Andorra                     | Đại diện của Hoàng thân Pháp               | 6 tháng 6 năm 2007   | 24 tháng 9 năm 2008  | 1 năm, 110 ngày  |
| Dame Louise Lake-Tack     |             | Antigua và Barbuda          | Toàn quyền                                 | 17 tháng 7 năm 2007  | 13 tháng 8 năm 2014  | 7 năm, 27 ngày   |
| Dame Quentin Bryce        |             | Australia                   | Toàn quyền                                 | 5 tháng 9 năm 2008   | 28 tháng 3 năm 2014  | 5 năm, 204 ngày  |
| Dame Sian Elias           | không khung | New Zealand                 | Quản trị viên chính phủ (Quyền Toàn quyền) | 23 tháng 8 năm 2011  | 31 tháng 8 năm 2011  | 8 ngày           |
| Sylvie Hubac              |             | Andorra                     | Đại diện của Hoàng thân Pháp               | 15 tháng 5 năm 2012  | 5 tháng 1 năm 2015   | 2 năm, 235 ngày  |
| Sandra Mason              |             | Barbados                    | Quyền Toàn quyền                           | 30 tháng 5 năm 2012  | 1 tháng 6 năm 2012   | 2 ngày           |
| Dame Cécile La Grenade    |             | Grenada                     | Toàn quyền                                 | 7 tháng 5 năm 2013   | Đương nhiệm          | 11 năm, 320 ngày |
| Dame Marguerite Pindling  |             | Bahamas                     | Toàn quyền                                 | 8 tháng 7 năm 2014   | Đương nhiệm          | 10 năm, 258 ngày |
| Dame Patsy Reddy          | không khung | New Zealand                 | Toàn quyền                                 | 14 tháng 9 năm 2016  | Chỉ định             | —                |